# Sabina de Roma
Sabina de Roma fue una mártir romana del siglo II, venerada como santa por la iglesia Cristiana.

## Vida y tradiciones
Sabina nació en el siglo II en una familia noble que, cuando aún era muy joven, la casó con el senador Valentino. Convertida al cristianismo, frecuentó las catacumbas, donde se encontraba con los otros cristianos, ya víctimas de la persecución. Iba con su niñera Serapia, que ella misma había convertido.
Fue capturada y, al no querer abjurar de su fe, fue condenada a ser decapitada, junto a Serapia. La tradición marca el 29 de agosto de 126 como la fecha de su muerte. Sus reliquias están en la Basílica de Santa Sabina, fundada en 425 en el Aventino de Roma.